# Плоское (Ярославская область)
Плоское — деревня в Погорельском сельском округе Глебовского сельского поселения Рыбинского района Ярославской области .
Деревня находится между расположенным на расстоянии около 1,5 км к западу Шепелёвским заливом Рыбинского водохранилища и расположенной на расстоянии около 700 м к востоку автомобильной дорогой из центра сельского поселения Глебово на Ларионово, напротив южной околицы расположенной на этой дороге деревни Бараново. Деревня стоит на небольшом поле в окружении сосновых лесов и имеет одну улицу, ориентированную с востока на запад. К северо-западу от Плоского стоит деревня Подольское .
Деревня Плоская указана на плане Генерального межевания Рыбинского уезда 1792 года, но она размещена значительно западнее на берег Волги, туда, где сейчас Петраково.
На 1 января 2007 года в деревне не числилось постоянных жителей . Почтовое отделение, расположенное в центре сельского округа, селе Погорелка обслуживает в деревне Плоское 49 домов .